# Citerna
Citerna is een gemeente in de Italiaanse provincie Perugia (regio Umbrië) en telt 3273 inwoners (31-12-2004). De oppervlakte bedraagt 24,2 km², de bevolkingsdichtheid is 135 inwoners per km².

## Demografie
Citerna telt ongeveer 1099 huishoudens. Het aantal inwoners steeg in de periode 1991-2001 met 8,0% volgens cijfers uit de tienjaarlijkse volkstellingen van ISTAT.
| Jaar | Inwoneraantal |
| ---- | ------------- |
| 1991 | 2900          |
| 2001 | 3131          |

## Geografie
De gemeente ligt op ongeveer 480 m boven zeeniveau.
Citerna grenst aan de volgende gemeenten: Anghiari (AR), Città di Castello, Monterchi (AR), San Giustino en Sansepolcro (AR).

## Galerij

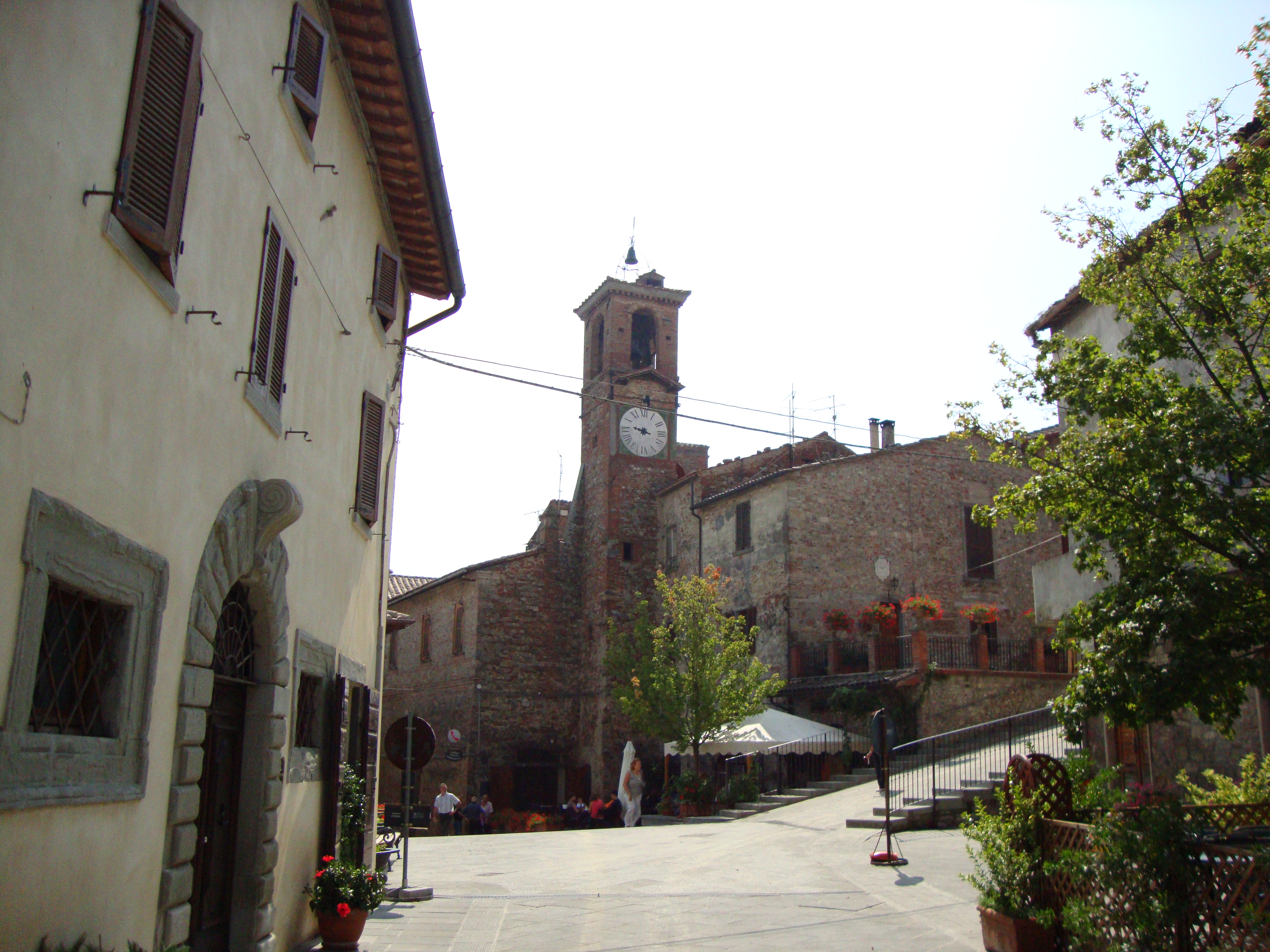
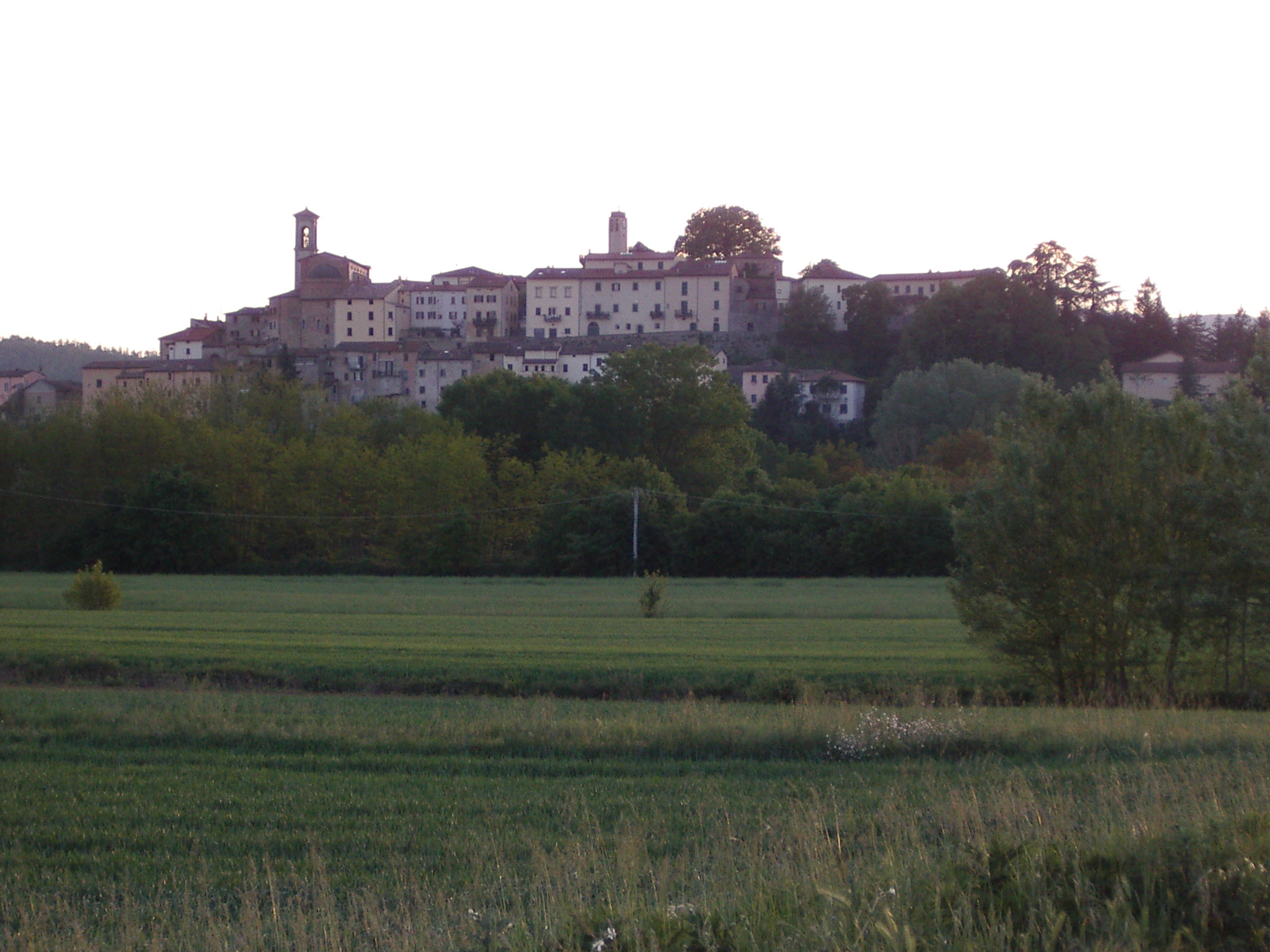
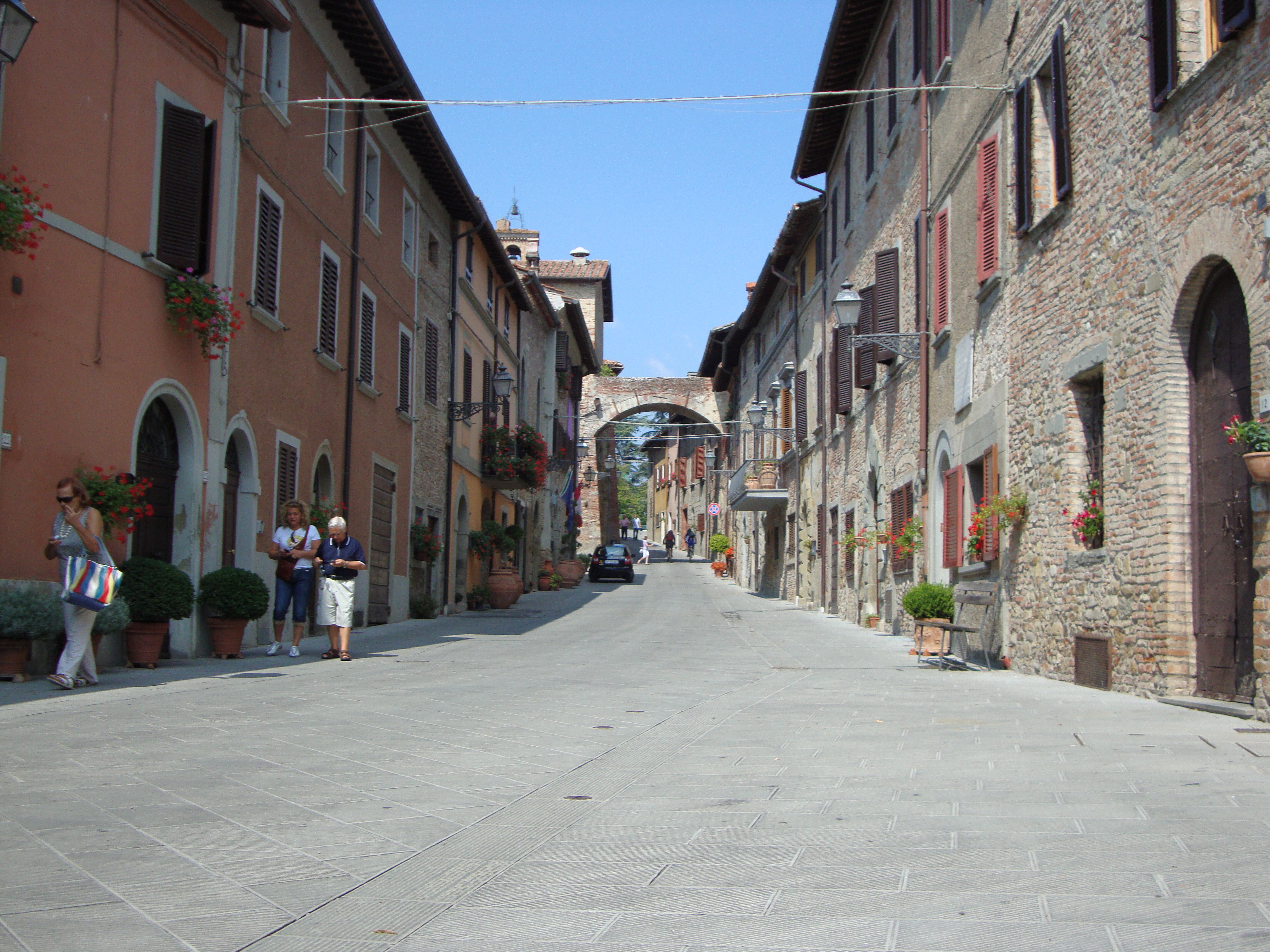